# Östra Vrams församling
Östra Vrams församling var en församling i Lunds stift och i Kristianstads kommun. Församlingen uppgick 2006 i Västra och Östra Vrams församling.

## Administrativ historik
Församlingen har medeltida ursprung och var till 1962 i pastorat med Västra Vrams församling, före omkring 1500 som moderförsamling, därefter som annexförsamling. Från 1962 till 2006 annexförsamling i pastoratet Västra Vram, Östra Vram och Linderöd som från 1975 även omfattade Äsphults församling. Församlingen uppgick 2006 i Västra och Östra Vrams församling.

## Kyrkor
- Östra Vrams kyrka